# Чотири міста

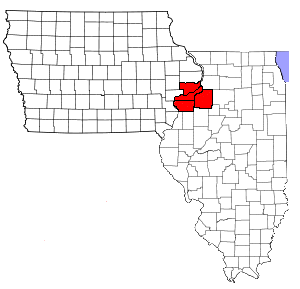
Регіон на карті Айови та Іллінойсу

Чотири міста (англ. Quad Cities) — регіон у США, утворений чотирма округами на північному заході Іллінойсу та південному заході Айови. Основними містами є Давенпорт (Айова), Беттендорф (Айова), Рок-Айленд (Іллінойс), Молін (Іллінойс) та Іст-Молін (Іллінойс). Округи, що входять до складу регіону — Скотт в Айові та Рок-Айленд, Мерсер і Генрі в Іллінойсі.
Загальна чисельність населення відповідної метрополійної області станом на 2013 рік становить 383 781 особа.

## Історія
Після Громадянської війни регіон почав набувати власну ідентичність. Деякі міста розквітали завдяки вдалому плануванню та керівництву, деякі занепадали. Перед початком Першої світової війни Давенпорт, Рок-Айленд та Молін, що мали приблизно однаковий розмір та стояли на вигині річки Міссісіпі, стали відомі як «Три міста» (англ. Tri-Cities). З розростанням міста Іст-Молін та відповідно його округу Рок-Айленд протягом 1930-х років популярною стала назва «Чотири міста» (англ. Quad Cities). Згодом, із відкриттям заводу Alcoa на схід від Давенпорта в 1948 році, місто Беттендорф теж значно розрослося, через що були ідеї змінити назву регіону на «П'ять міст». Хоча Беттендорф з часом став більшим за Іст-Молін, назва «П'ять міст» не прижилася через те, що попередня вже стала відомою далеко за межами регіону.

## Галерея

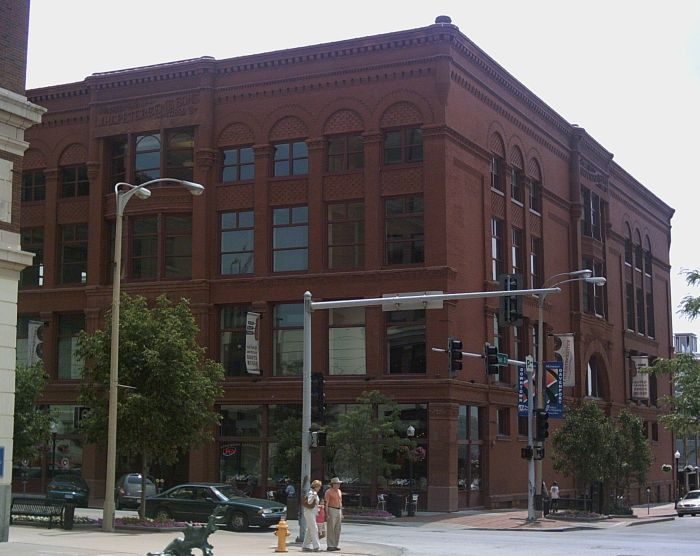
Давенпорт
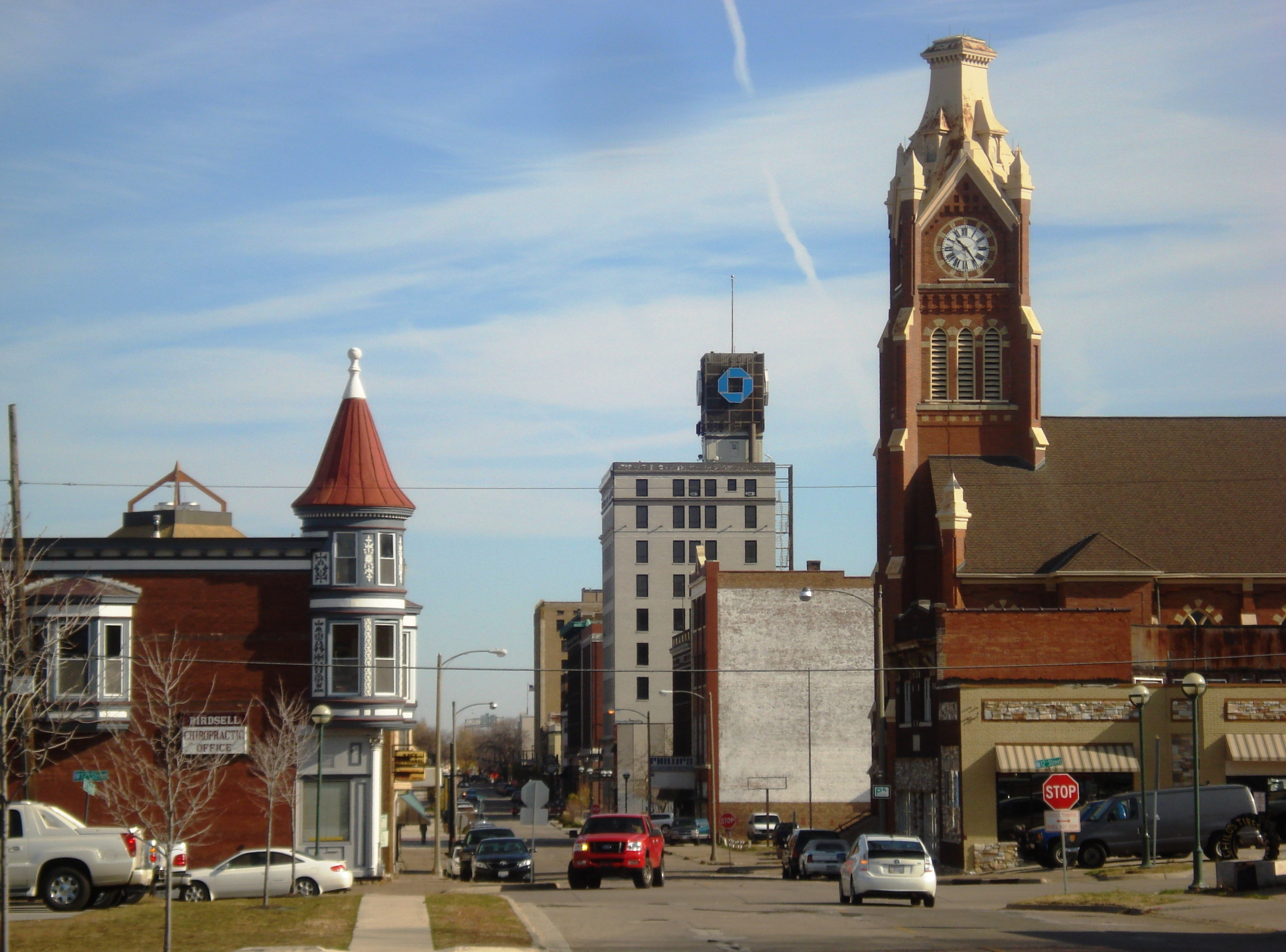
Молін
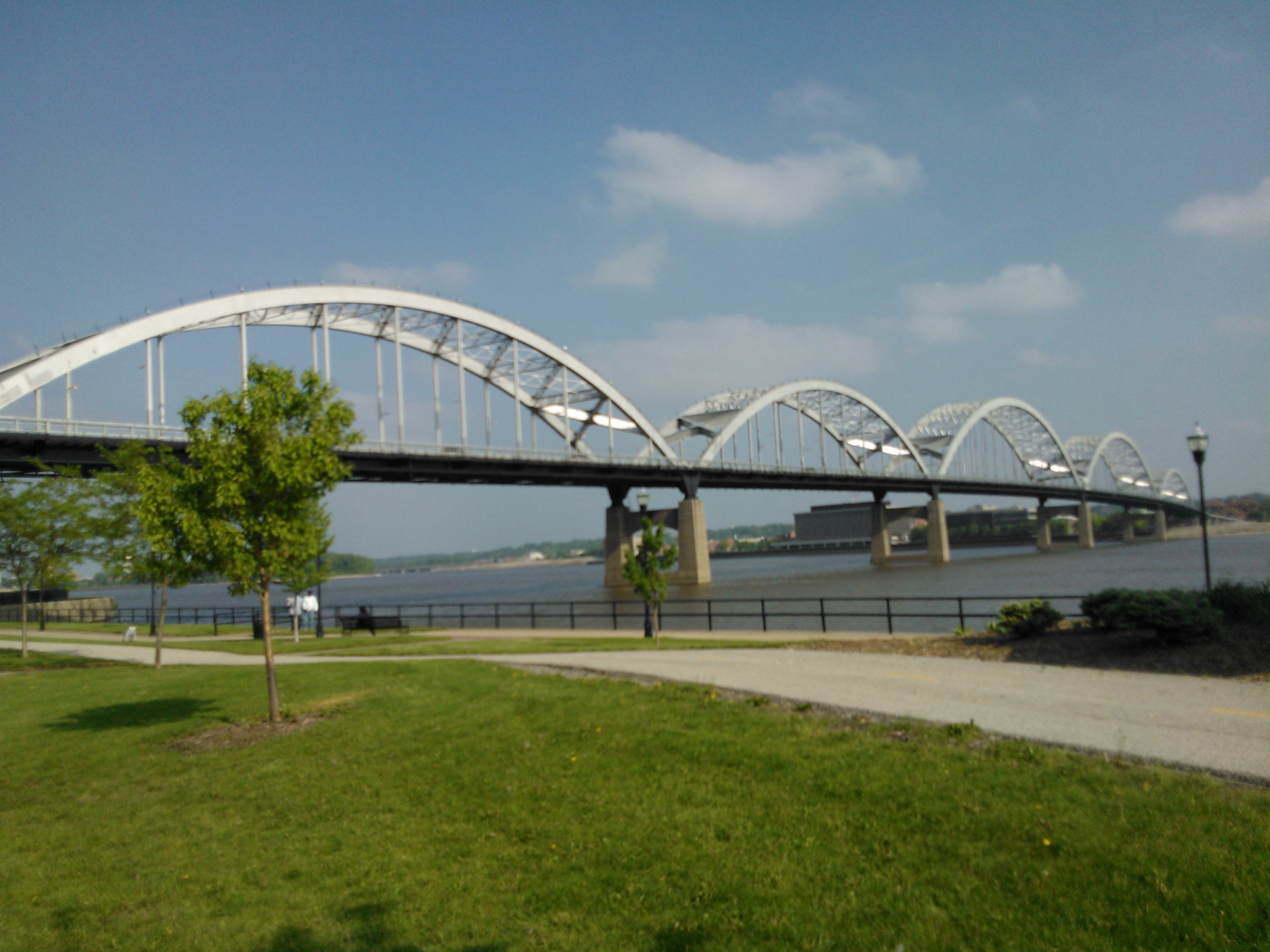
Міст Рок-Айленд через Міссісіпі
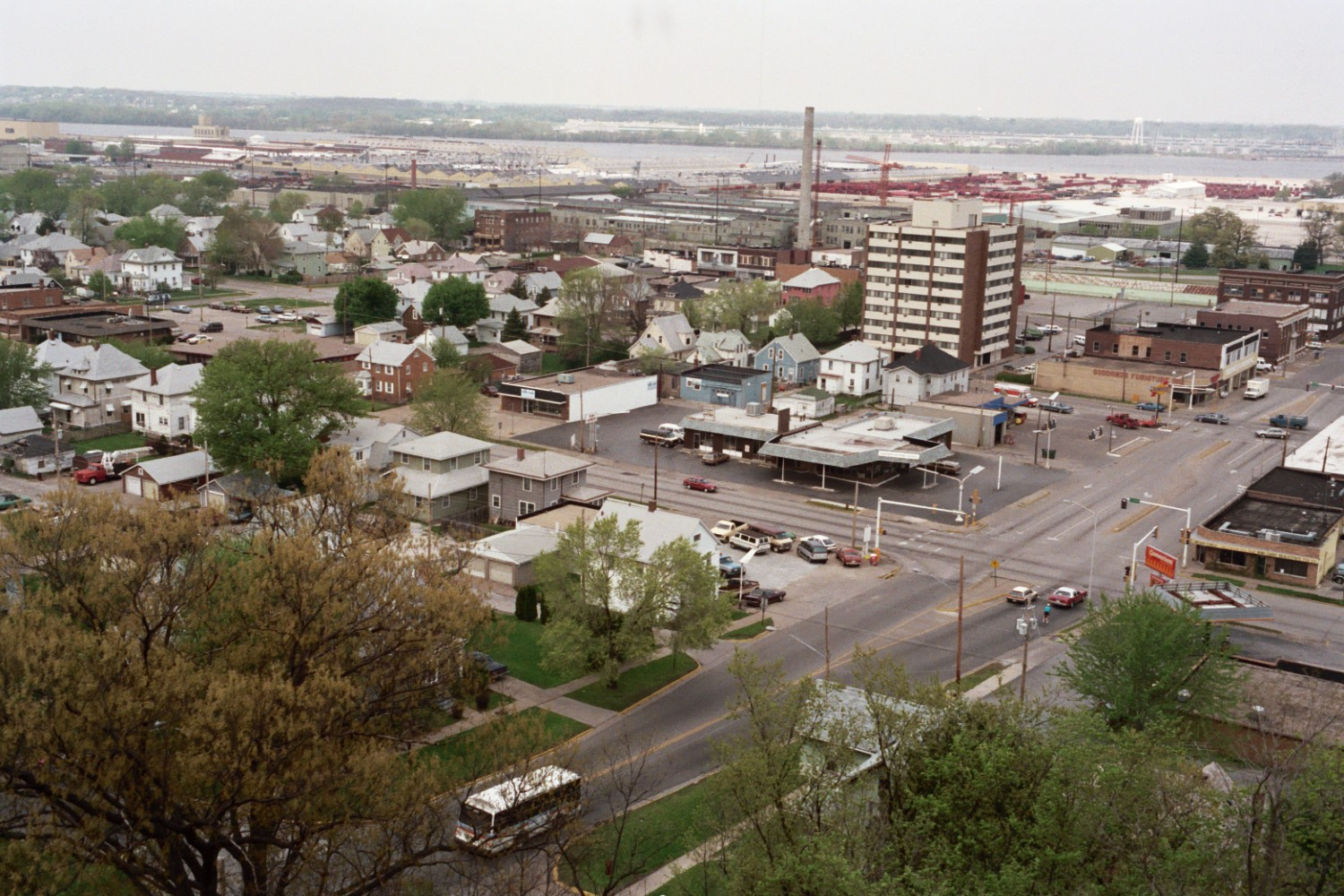
Іст-Молін
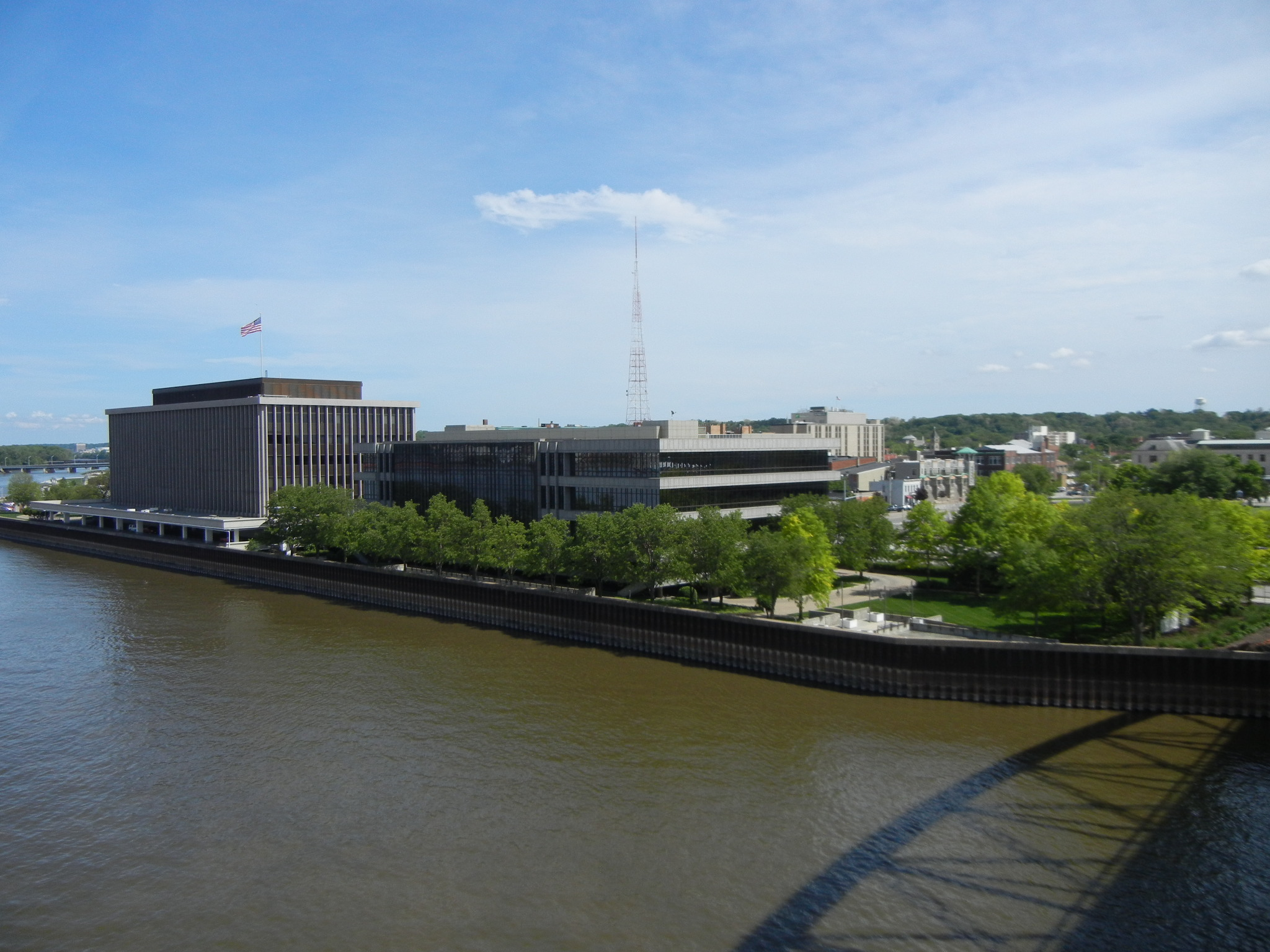
Рок-Айленд